# Vườn quốc gia Xuân Sơn
Vườn quốc gia Xuân Sơn là một vườn quốc gia nằm trên địa bàn huyện Tân Sơn, tỉnh Phú Thọ. Với kiểu địa hình núi đá vôi đặc trưng. Được chuyển từ khu bảo tồn thiên nhiên Xuân Sơn thành vườn quốc gia theo Quyết định của Thủ tướng chính phủ Cộng hòa xã hội chủ nghĩa Việt Nam số 49/2002/QĐ-TTg ngày 17 tháng 4 năm 2002.

## Thông tin chính

### Vị trí địa lý
Vườn quốc gia Xuân Sơn nằm ở huyện Tân Sơn, tỉnh Phú Thọ, cách thành phố Việt Trì 80 km, Hà Nội 120 km, có phạm vi ranh giới được xác định như sau:
- Phía Đông: Giáp các xã Tân Phú, Minh Đài, Long Cốc, huyện Tân Sơn.
- Phía Tây: Giáp huyện Phù Yên (tỉnh Sơn La), huyện Đà Bắc (tỉnh Hoà Bình).
- Phía Nam: Giáp huyện Đà Bắc (tỉnh Hoà Bình).
- Phía Bắc: Giáp xã Thu Cúc, huyện Tân Sơn.

Tọa độ địa lý: Từ 21°03' đến 21°12' vĩ bắc và từ 104°51' đến 105°01' kinh đông.

### Địa hình
Vườn quốc gia Xuân Sơn nằm trên hệ thống núi đá vôi có độ cao từ 700 đến 1.300 m. Trong khu vực có rất nhiều hang đá.

### Diện tích
Vườn quốc gia Xuân Sơn có diện tích vùng đệm 18.369 ha, trong đó diện tích vùng lõi là 15.048 ha khu vực bảo vệ nghiêm ngặt là 11.148 ha, phân khu phục hồi sinh thái kết hợp bảo tồn di tích lịch sử: 3.000 ha phân khu hành chính, dịch vụ: 900 ha. Điểm đặc trưng của Xuân Sơn là vườn quốc gia duy nhất có rừng nguyên sinh trên núi đá vôi (2.432 ha). Xuân Sơn được đánh giá là rừng có đa dạng sinh thái phong phú, đa dạng sinh học cao, đa dạng địa hình kiến tạo nên đa dạng cảnh quan.
Diện tích vùng đệm của Vườn quốc gia Xuân Sơn là 18.639 ha, bao gồm các xã: Kiệt Sơn, Lai Đồng, Minh Đài và một phần các xã: Đồng Sơn, Tân Sơn, Kim Thượng, Xuân Đài, đều cùng huyện.

## Đa dạng sinh học

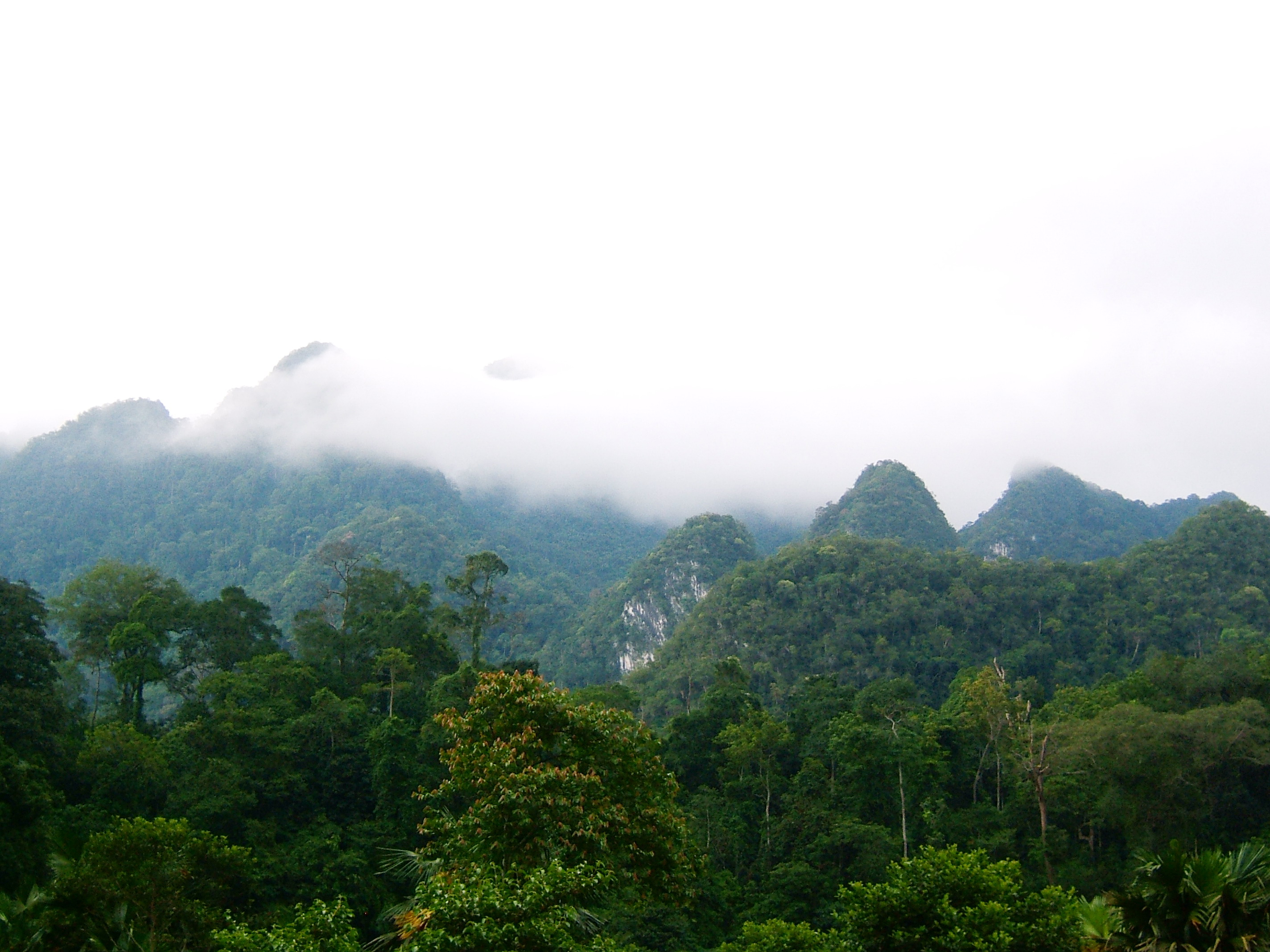
Những dãy núi đá vôi tại Vườn quốc gia Xuân Sơn

Theo thống kê bước đầu, Vườn quốc gia Xuân Sơn có 1.179 loài thực vật có mạch thuộc 650 chi và 175 họ trong đó có 52 loài thuộc ngành Quyết và ngành Hạt trần. Có 91 loài cá, 75 loài bò sát và lưỡng cư, 241 loài chim, 76 loài thú.
Nằm trong khu vực giao tiếp của hai luồng thực vật Mã Lai và Hoa Nam, hệ thực vật ở Xuân Sơn có các loài re, dẻ, sồi và mộc lan chiếm ưu thế. Ngoài ra, ở Xuân Sơn còn có các loài tiêu biểu cho khu vực Tây Bắc như táu muối, táu lá duối, sao mặt quỷ và chò chỉ, chò vảy, nghiến, dồi, vầu đắng, kim giao (rừng chò chỉ ở Xuân Sơn là một trong những rừng chò chỉ đẹp và giàu nhất miền Bắc). Xuân Sơn còn là kho giống bản địa, kho cây thuốc khổng lồ, đặc biệt là cây rau sắng mọc tự nhiên có mật độ cao nhất miền Bắc.